# Bezzia bargaensis
Bezzia bargaensis är en tvåvingeart som beskrevs av Remm 1974. Bezzia bargaensis ingår i släktet Bezzia och familjen svidknott. Inga underarter finns listade i Catalogue of Life.